# Nisída Prováti
Nisída Prováti är en ö i Grekland.   Den ligger i prefekturen Nomós Kefallinías och regionen Joniska öarna, i den centrala delen av landet, 240 km väster om huvudstaden Aten. Arean är 1,3 kvadratkilometer.
Terrängen på Nisída Prováti är platt. Öns högsta punkt är 52 meter över havet. Den sträcker sig 1,9 kilometer i nord-sydlig riktning, och 1,2 kilometer i öst-västlig riktning.